# Cantone di Monthureux-sur-Saône
Il Cantone di Monthureux-sur-Saône era una divisione amministrativa dell'arrondissement di Épinal.
È stato soppresso a seguito della riforma complessiva dei cantoni del 2014, che è entrata in vigore con le elezioni dipartimentali del 2015.
Comprendeva i comuni di:
- Ameuvelle
- Bleurville
- Claudon
- Fignévelle
- Gignéville
- Godoncourt
- Martinvelle
- Monthureux-sur-Saône
- Nonville
- Regnévelle
- Viviers-le-Gras